# Mirko Machiedo
Mirko Machiedo, nogometaš Hajduka iz prve polovice 1920-tih godina koji je svoj prvi službeni nastup zabilježio još na prvoj utakmici u splitskom podsavezu protiv splitskog Borca koja se održala 28. ožujka 1920., a na kojem nastupa u početnom sastavu i zabija dva gola. Rezultat je završio s 8:0 za Hajduk, ostale golove dali su Gazdić (4), M. Pilić (1) i Hochmann (1).
Prvi nastupi za Hajduk igra još prije osnivanja Splitskog podsaveza, tako da se u prvoj momčadi nalazi još 1919. godine. 
Zabilježio je ukupno 93 nastupa s 39 golova, od čega 11 nastupa sa 7 golova u Splitskom podsavezu, jedan nastup za prvenstvo 1923. godine koja se igrala protiv sarajevskog SAŠK-a u Sarajevu, i koju je Hajduk izgubio s 4:3, tako da je odmah ispao u pvom kolu. Na ovoj utakmici također je zabio jedan gol (druga 2 dali su M. Borovčić Kurir i Bohata).
M. Machiedo odigrao je i 83 prijateljska susreta i postigao na njima 31 zgoditak.
Statistika u Hajduku
| Natjecanje        | Nastupi | Zgoditci |
| ----------------- | ------- | -------- |
| Prvenstvo         | 1       | 1        |
| Kup               | 0       | 0        |
| Superkup          | 0       | 0        |
| Međunarodne       | 0       | 0        |
| Splitski podsavez | 11      | 7        |
| Ukupno            | 12      | 8        |
| Prijateljske      | 83      | 31       |
| Sveukupno         | 95      | 39       |